# Сінна (Артинський міський округ)
Сі́нна (рос. Сеная) — присілок у складі Артинського міського округу Свердловської області.
Населення — 77 осіб (2010, 107 у 2002).
Національний склад станом на 2002 рік: росіяни — 90 %.